# خاکی‌قارچان
خاکی‌قارچان (نام علمی: Albatrellaceae) نام یک تیره از راسته تیغه‌تردسانان است.